# Saint-Pern
Saint-Pern est une commune française située dans le département d'Ille-et-Vilaine en région Bretagne, peuplée de 1 003 habitants.

## Géographie

### Communes limitrophes
|          | Plouasne (Côtes-d'Armor) | Longaulnay           |
| Médréac  | Saint-Pern               | Miniac-sous-Bécherel |
| Landujan |                          | Irodouër             |

### Hydrographie
Pour un article plus général, voir Réseau hydrographique d'Ille-et-Vilaine.
La commune est située dans le bassin Loire-Bretagne. Elle est drainée par le Néal, le Bois Lescouët et le Hac,,.
Le Néal, d'une longueur de 21 km, prend sa source dans la commune de Miniac-sous-Bécherel et se jette  dans la Rance à Guitté, après avoir traversé sept communes. 

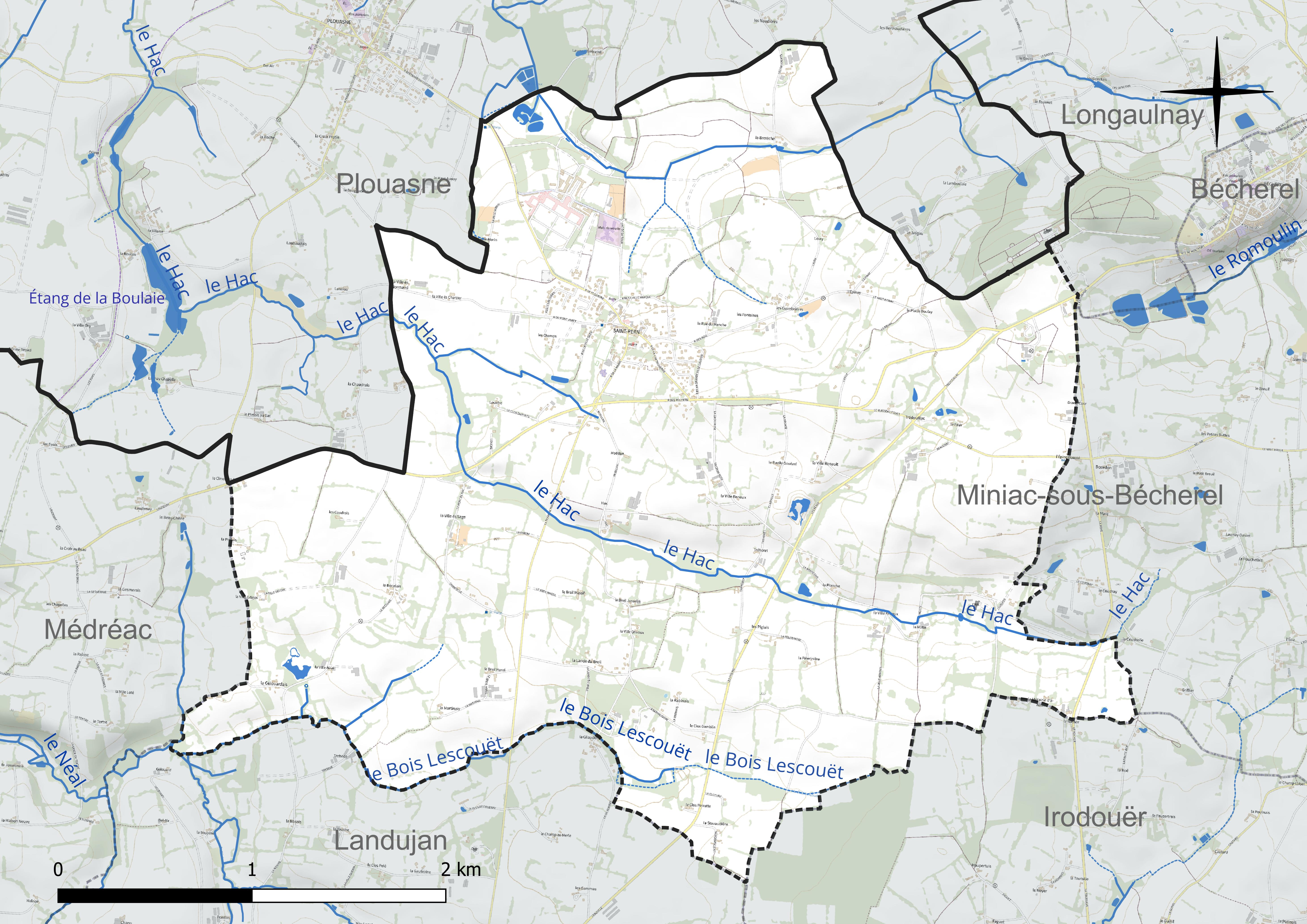
Réseau hydrographique de Saint-Pern.

### Climat
Pour des articles plus généraux, voir Climat de la Bretagne et Climat d'Ille-et-Vilaine.
En 2010, le climat de la commune est de type climat océanique franc, selon une étude du CNRS s'appuyant sur une série de données couvrant la période 1971-2000. En 2020, Météo-France publie une typologie des climats de la France métropolitaine dans laquelle la commune est exposée à un climat océanique et est dans la région climatique  Bretagne orientale et méridionale, Pays nantais, Vendée, caractérisée par une faible pluviométrie en été et une bonne insolation. Parallèlement l'observatoire de l'environnement en Bretagne publie en 2020 un zonage climatique de la région Bretagne, s'appuyant sur des données de Météo-France de 2009. La commune est, selon ce zonage, dans la zone « Intérieur Est », avec des hivers frais, des étés chauds et des pluies modérées.  
Pour la période 1971-2000, la température annuelle moyenne est de 11,1 °C, avec une amplitude thermique annuelle de 12,3 °C. Le cumul annuel moyen de précipitations est de 789 mm, avec 12,6 jours de précipitations en janvier et 6,8 jours en juillet. Pour la période 1991-2020, la température moyenne annuelle observée sur la station météorologique la plus proche, située sur la commune du Quiou à 7 km à vol d'oiseau, est de 11,6 °C et le cumul annuel moyen de précipitations est de 757,4 mm,. Pour l'avenir, les paramètres climatiques de la commune estimés pour 2050 selon différents scénarios d'émission de gaz à effet de serre sont consultables sur un site dédié publié par Météo-France en novembre 2022.

## Urbanisme

### Typologie
Au 1er janvier 2024, Saint-Pern est catégorisée bourg rural, selon la nouvelle grille communale de densité à sept niveaux définie par l'Insee en 2022.
Elle est située hors unité urbaine. Par ailleurs la commune fait partie de l'aire d'attraction de Rennes, dont elle est une commune de la couronne,. Cette aire, qui regroupe 183 communes, est catégorisée dans les aires de 700 000 habitants ou plus (hors Paris),.

### Occupation des sols
L'occupation des sols de la commune, telle qu'elle ressort de la base de données européenne d'occupation biophysique des sols Corine Land Cover (CLC), est marquée par l'importance des territoires agricoles (95,8 % en 2018), en diminution par rapport à 1990 (99,7 %). La répartition détaillée en 2018 est la suivante : 
zones agricoles hétérogènes (60,9 %), terres arables (34,4 %), zones urbanisées (3,9 %), prairies (0,5 %), forêts (0,3 %). L'évolution de l'occupation des sols de la commune et de ses infrastructures peut être observée sur les différentes représentations cartographiques du territoire : la carte de Cassini (XVIIIe siècle), la carte d'état-major (1820-1866) et les cartes ou photos aériennes de l'IGN pour la période actuelle (1950 à aujourd'hui).

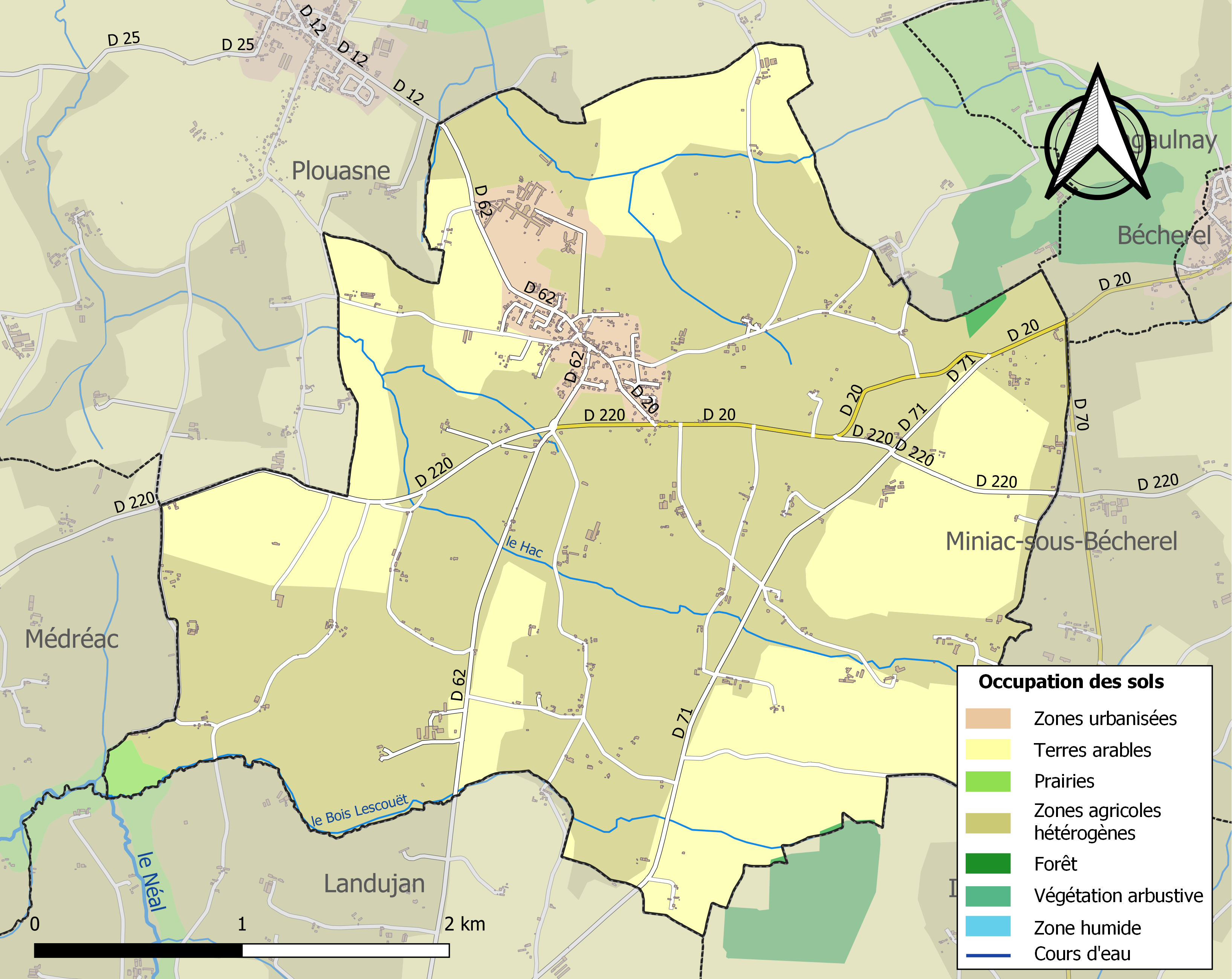
Carte des infrastructures et de l'occupation des sols de la commune en 2018 (CLC).

## Toponymie
Le nom de la localité est attesté sous les formes Capella Sancti Paterni au XIIe siècle, ecclesia de Sancto Pern en 1516[réf. nécessaire].
Son nom est issu d'un prieuré, dédié à l'évêque de Vannes saint Patern, fondé par l'abbaye Saint-Nicolas d'Angers.
Durant la Révolution, la commune porte le nom de Pern-les-Rochers.

## Histoire
Vers 1050, le chevalier Quirmarhoc fonde le prieuré de Saint-Pern en donnant l'église de Saint-Pern (ecclesiam sancti Paterni) des terres (environ 45 ha) et divers revenus à l'abbaye Saint-Nicolas d'Angers. Saint Pern n'était alors qu'une trève de Plouasne. Quirmarhoc se fera plus tard enterrer dans ce prieuré.

## Politique et administration
| Période                                  | Période     | Identité            | Étiquette | Qualité                       |
| ---------------------------------------- | ----------- | ------------------- | --------- | ----------------------------- |
| 1947                                     | ?           | Fernand Desmiers    | RPF       |                               |
| avant 1988                               | ?           | Joseph Piel         |           |                               |
| mars 2001                                | mars 2014   | Guy Chatel          | DVD       | Retraité                      |
| mars 2014                                | 25 mai 2020 | Jacques Gallerand   | DVG       | Responsable centre de gestion |
| 25 mai 2020                              | En cours    | Marie-Hélène Frénoy | DVD       | Assistante familiale          |
| Les données manquantes sont à compléter. |             |                     |           |                               |

## Démographie
L'évolution du nombre d'habitants est connue à travers les recensements de la population effectués dans la commune depuis 1793. Pour les communes de moins de 10 000 habitants, une enquête de recensement portant sur toute la population est réalisée tous les cinq ans, les populations de référence des années intermédiaires étant quant à elles estimées par interpolation ou extrapolation. Pour la commune, le premier recensement exhaustif entrant dans le cadre du nouveau dispositif a été réalisé en 2008.
En 2022, la commune comptait 1 003 habitants, en évolution de −2,15 % par rapport à 2016 (Ille-et-Vilaine : +5,46 %, France hors Mayotte : +2,11 %).
| 1793 | 1800 | 1806  | 1821 | 1831 | 1836 | 1841 | 1846 | 1851 |
| ---- | ---- | ----- | ---- | ---- | ---- | ---- | ---- | ---- |
| 944  | 928  | 1 010 | 882  | 897  | 896  | 877  | 897  | 896  |

| 1856 | 1861  | 1866  | 1872  | 1876  | 1881  | 1886  | 1891  | 1896  |
| ---- | ----- | ----- | ----- | ----- | ----- | ----- | ----- | ----- |
| 957  | 1 080 | 1 218 | 1 199 | 1 332 | 1 506 | 1 428 | 1 448 | 1 268 |

| 1901  | 1906  | 1911  | 1921  | 1926  | 1931  | 1936  | 1946 | 1954 |
| ----- | ----- | ----- | ----- | ----- | ----- | ----- | ---- | ---- |
| 1 181 | 1 281 | 1 274 | 1 034 | 1 044 | 1 084 | 1 077 | 862  | 960  |

| 1962 | 1968 | 1975 | 1982 | 1990 | 1999 | 2006 | 2008 | 2013  |
| ---- | ---- | ---- | ---- | ---- | ---- | ---- | ---- | ----- |
| 961  | 865  | 852  | 773  | 710  | 781  | 889  | 919  | 1 005 |

| 2018  | 2022  | - | - | - | - | - | - | - |
| ----- | ----- | - | - | - | - | - | - | - |
| 1 040 | 1 003 | - | - | - | - | - | - | - |

## Culture locale et patrimoine

### Lieux et monuments
- Château de Ligouyer[25], XIVe siècle. Vaste construction entourée de fleurs et de verdure, se cache derrière son portail au fronton cintré portant les armes de la famille Saint Pern.
- La Tour Saint-Joseph[26] : la congrégation des Petites Sœurs des Pauvres s'est installée dans le manoir de la Tour Saint-Joseph, dernier vestige d'une forteresse ruinée au XVe siècle.
- Tour hertzienne d'émetteur de TV, hauteur : 210 mètres.
- Bénitier : cuve aux angles arrondis et sculptés de personnages.
- Manoir autrefois dit Trehorel : ancien manoir 1re moitié XVIe siècle ; partie gauche et étage transformées en parties agricoles au XIXe siècle et tour d'escalier postérieure détruite.
- Manoir : ancien manoir 1er quart XVIe siècle, tour d'escalier sur l'angle détruite ; logis actuel reconstruit en 1838, date portée avec remplois de baies de l'ancienne chapelle.
- Manoir : ancien manoir XVIe siècle ; petit logis XVIIe siècle à l'entrée de la cour ; logis principal remanié 3e quart XIXe siècle dans sa partie gauche : 1858, date portée, portail disparu.
- Croix de chemin : partie supérieure de la croix 4e quart XIVe siècle ; 1er quart XVe siècle, remontée sur un fût moderne.
- Bénitier, fonts baptismaux : en bordure (grecque, tresse) ; en frise (cercle, en encadrement : être humain) ; en frise (cartouche, en encadrement : croissant de lune, tête : profil) ; en frise (être humain : musicien, hautbois, lys, animal, lune) ; en frise (être humain (?)).
- Pavillon de chasse : ancien pavillon de chasse daté 1811 dans le lignolet du toit et construit face à la ferme.
- Croix-reliquaire : sur le nimbe traces de poinçons illisibles ; sur le médaillon ovale au centre du pied, sur quatre lignes : AU THEN TI QUE.
- Manoir : ancien manoir XVIe siècle, grange en équerre sur l'arrière, unie au logis ; par une tour d'escalier devenue dans-œuvre par adjonction d'un deuxième logis XVIIe siècle, portail de l'ancienne chapelle détruite,remonté dans la façade.
- Maisons, fermes : édifices des XVIe siècle ? XVIIe, XVIIIe et XIXe siècles ; chronogrammes : 1779, 1792.
- Croix de procession : recto : Christ en croix (I.N.R.I., rayons lumineux) ; verso : Vierge à l'Enfant ; croix : ornementation (guirlande, feuille d'acanthe, pampre).
- Édifice fortifié, château de Petites Sœurs des Pauvres : logis XVIIe siècle, ancien château de la Tour reconstruit sur les vestiges d'une ancienne forteresse, puis vendu en 1856 devenu maison mère des Petites Sœurs des pauvres qui firent construire au-devant du château l'établissement actuel de 1860 à 1877 ; chapelle construite en 1868 par Jacques Mellet architecte à Rennes, avec crypte renfermant le tombeau de Jeanne Jugan fondatrice de l'ordre.
- Ferme : logis 4e quart XVIIe siècle ; augmenté à l'ouest d'un logis limite XVIIIe siècle XIXe siècle ; étable ajoutée en pisé à l'est 2e moitié XIXe siècle.
- Calice, patène : ornementation : sur pied (ove, aileron, blé, roseau) ; symbole christique (cœur, croix, pélican) ; sur tige (roseau, volute, pampre, perle) ; sur coupe (cartouche, lambrequin, blé, vigne) ; les vertus théologales ; I.H.S. (Instrument de la Passion).
- Autel, retable, tabernacle, exposition, gradins d'autel (2) (maître-autel, autel tombeau, retable architecturé à niche) : ornementation (guirlande) ; agneau mystique ; ornementation (rinceaux) ; ornementation (guirlande, chute végétale, angelot : en écoinçon) ; ornementation (palme, colonnette, aileron, chute végétale) ; rayons lumineux (nuée, triangle : Trinité) ; monogramme (I.H.S., M. A.) ; ornementation (pot à feu, chapiteau ionique : chute végétale, rinceaux, coquille, quadrillage, cartouche : enroulement, couronne végétale) ; représentation d'objet (calice, hostie, palme).
- Croix : Christ en croix : bois : taillé, peint (polychrome).
- Ciboire : poinçon de maître ; garantie gros ouvrages 1er titre départements.
- Maison de tisserand, la Ville Oger : ancienne maison de tisserand 2e moitié XVIe siècle ? Sur la façade, emblème professionnel (comme un blason) sur le linteau de la fenêtre[27] ; remaniée au nord 2e quart XXe siècle[28].
- Ostensoir : ornementation : sur pied (patte : volute, feuille d'acanthe, ove, entrelacs, à canal, bouquet) ; Agneau mystique (triangle : Trinité, blé, vigne) ; sur tige (feuille, à canal, angelot, ove, entrelacs) ; rayons lumineux (angelot, nuée, blé, vigne, croix latine).
- Ostensoir : ornementation (patte : feuille d'acanthe, à canal, ove, entrelacs, quadrillage, épi : blé, pampre) ; Agneau mystique (triangle : Trinité) ; sur tige (palme, à canal, feuille d'eau, ove, entrelacs) ; rayons lumineux (nuée, angelot, croix, blé, vigne).
- Autels, retables, tabernacles, gradins d'autel (autel secondaire, autel tombeau, retable architecturé à niche) : ornementation (cartouche, cuir, ove) ; ornementation (colonnette, aileron, angelot) ; ornementation (colonne torse : pampre, chapiteau corinthien, guirlande, pot à feu, chute végétale).
- Calice, patène : ornementation : sur pied (perle, feuille d'eau, ove, torsade) ; sur tige (fleurette, rosette) ; sur coupe (feuille d'eau, trilobe, feuille) ; croix pattée.
- Statue (petite nature) : saint Armel (foulant aux pieds : dragon, lien : étole, chape : emblème, fleur de lys, effet de forme).
- Bénitier : granite : taille directe (décor en bas-relief).
- Calice, patène : ornementation : sur pied (croix, quadrilobe, renoncule) ; à mi-corps (Christ, Vierge, saint Joseph) ; sur tige (palmette, lys, renoncule) ; sur coupe (quadrilobe, renoncule, rose).
- Calice, patène : ornementation : sur pied (feuille d'eau, quadrillage, feuille d'acanthe, croix) ; sur tige (boule : torsade, rinceaux) ; sur coupe (feuille d'eau, bouquet) ; I.H.S. (Instrument de la Passion).
- Coquille de baptême : en forme de : coquille Saint-Jacques ; ornementation : sur pied (torsade).
- Prieuré Saint-Pern (prieuré cure) , église paroissiale de bénédictins à 35 (Saint-Pern) ; L'abbaye Saint-Nicolas d'Angers fonde en 1050 un prieuré, il devient prieuré cure en 1512. L'église conserve des parties anciennes, le pignon du transept nord daterait du XIVe siècle. Le portail ouest et la porte sud sont de la 1re moitié du XVIe siècle. La nef a été reconstruite au 3e quart du XVIIIe siècle vers 1770 (date portée). Le clocher a été élevé à la fin du 4e quart du XIXe siècle (date portée 1896) , avec remploi du portail et des éléments du XVIe siècle. Le lambris de couvrement est du 3e quart du XXe siècle (date portée 1962) et remaniement partiel à cette époque du carré du transept. Croix monumentales autour de l'église du XIVe ou XVe siècle et de datation incertaine.
- Prieuré Saint-Pern : ancien prieuré de Saint-Pern bâti entre 1669 et 1678 pour Raoul Nivet prieur, devenu presbytère bâti à côté en 1862 pour Pierre Marie Tostivint recteur de Saint-Pern
- Château : château reconstruit 4e quart XVIe siècle par Judes de Saint-Pern : inscription avec date 1592. Portail d'entrée construit 4e quart XVIIe siècle : 1685 (date portée). Tour sud-est ajoutée 2e moitié XIXe siècle.

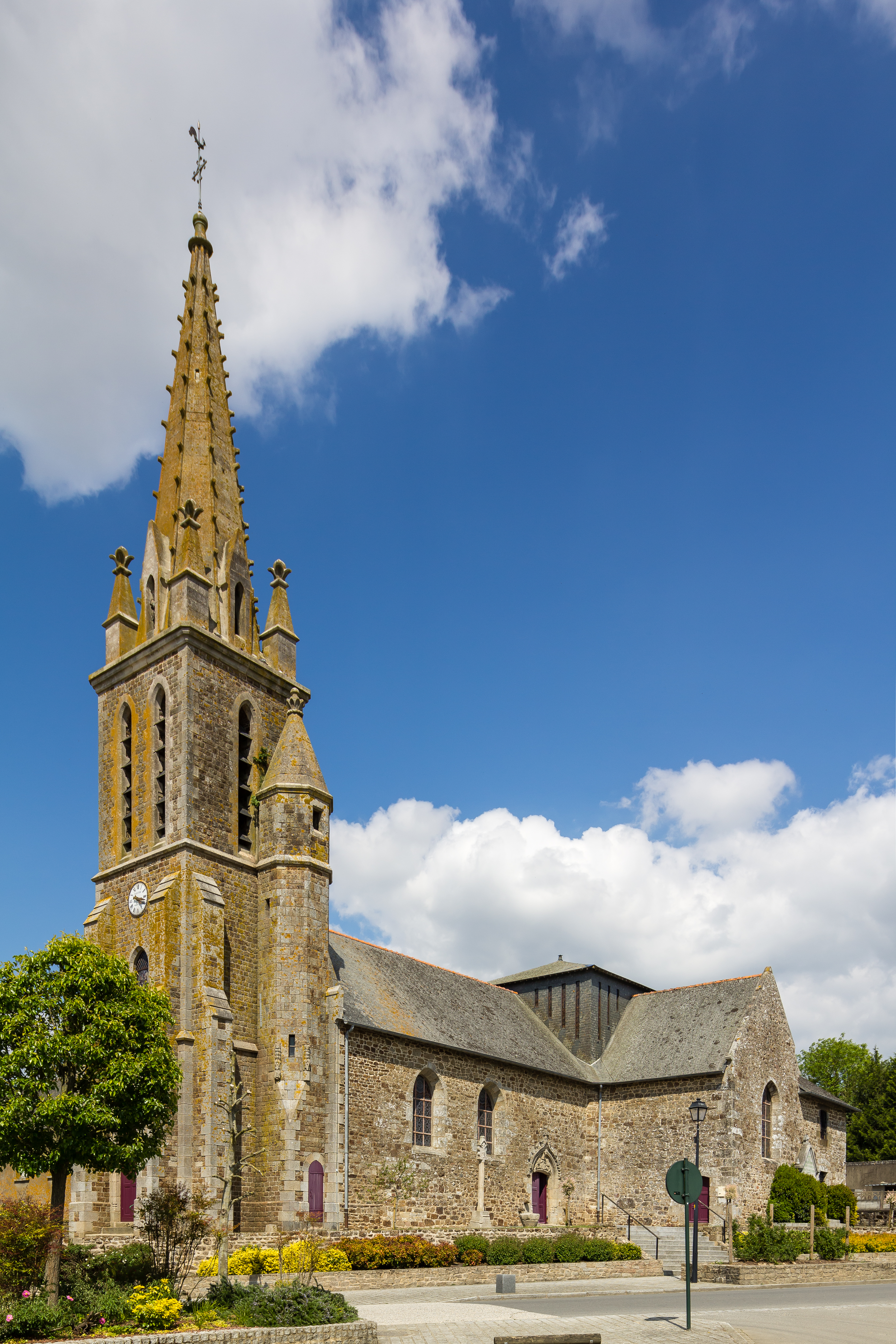
L'église Saint-Pern.
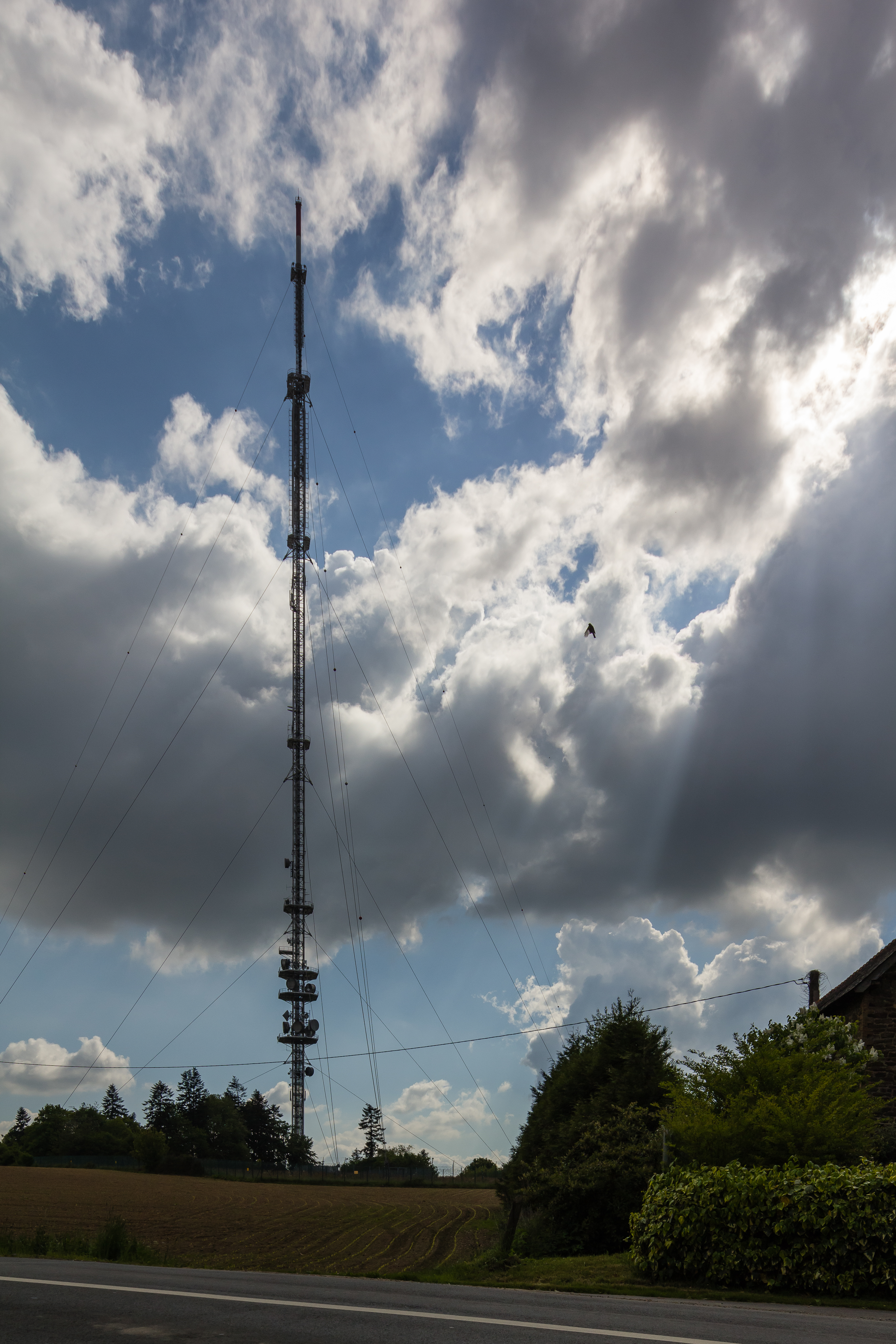
L'émetteur de télévision et de radiodiffusion.

### Personnalités liées à la commune
- Jeanne Jugan, fondatrice de la communauté des Petites Sœurs des pauvres, y est morte. Son assistant Ernest Lelièvre (1826-1889), Frère des pauvres, est enterré au cimetière de La Tour Saint-Joseph.

Le 25 juin 2020, le cardinal Philippe Barbarin annonce son départ pour l'archidiocèse de Rennes, où il est aumônier de la maison-mère des Petites Sœurs des pauvres à Saint-Pern, en Ille-et-Vilaine[14]. Il donne des cours « sur l'Église » à des séminaristes, indiquant : « Enseigner la foi, ça me plaît »[15].